# Woodstock, Ontario
Woodstock är en stad (city) i den kanadensiska provinsen Ontario. Den är huvudort i Oxford County, i den sydöstra delen av landet, 500 km sydväst om huvudstaden Ottawa. Woodstock ligger 299 meter över havet och antalet invånare är 33 892.